# Polyrhachis tambourinensis
Polyrhachis tambourinensis é uma espécie de formiga do gênero Polyrhachis, pertencente à subfamília Formicinae.